# The Reading Girl
The Reading Girl (Nederlands: Het lezende meisje) is een schilderij van de Frans-Engelse kunstschilder Théodore Roussel, gemaakt in 1886-1887, olieverf op doek, 152,4 × 161,3 centimeter groot. Het toon een jonge vrouw die een tijdschrift leest, naakt, schijnbaar niet geposeerd, ontspannen onderuit gezeten in een stoel. Het werk bevindt zich sinds 1927 in de collectie van Tate Britain te Londen.

## Context
Met betrekking tot het schilderen van naakten vond er binnen de Britse kunst in de jaren 1880 een beweging plaats vanuit het neoclassicisme richting een meer naturalistische opvatting: geen mythologische wezens, maar alledaagse vrouwen werden afgebeeld. In conservatieve kringen werd dit echter al snel gezien als een aanval op de heersende morele orde en stuitte deze ontwikkeling op veel weerstand. Roussels The Reading Girl past helemaal in dit beeld. Toen het werk in 1887 tentoon werd gesteld in de New English Art Club veroorzaakte het een klein schandaal. In een recensie in The Spectator van 16 april 1887 stond te lezen: "Onze verbeelding is niet in staat een adequate reden te bedenken voor zo een schilderij. Het is een realisme van het ergste soort, de artiest die enkel oog heeft voor de vulgaire buitenkant van zijn model. Geen menselijk wezen, zo stellen we ons voor, kan enig genoegen scheppen in een werk als dit. Het is een minachting van de kunst".
Niet iedereen echter was dezelfde mening toegedaan. Collega-schilder William Orpen noemde het later het beste naaktportret ('act') van zijn tijd.

## Afbeelding
The Reading Girl toont een naakte jonge vrouw die met rust in een klapstoel zit. Ze leest in een tijdschrift, hetgeen in die tijd duidde op een zekere ontwikkeling en intellect. Over de stoel hangt een minutieus weergegeven Oosterse kimono, een japonistisch attribuut dat toen in schilderskringen populair was. Het haar van het meisje is zorgvuldig gekapt, hetgeen erop lijkt te wijzen dat ze kort ervoor geposeerd heeft. Roussel vangt haar echter op in het moment net erna, bijna terloops, wanneer ze even uitrust.
Opvallend in het werk zijn de sterke contrasten tussen lichte en donkere delen. De diagonale houding van het model deelt het werk in tweeën. De achtergrond, waar heel vaag nog een gordijn zichtbaar is, is welhaast zwart en loopt naadloos over in het vloergedeelte, dat in dezelfde, iets lichtere bruintinten is geschilderd. De aandacht wordt geheel gericht op de pretentieloze schoonheid van het naakte meisje in de stoel, dat bijna in een soort spotlicht lijkt te zijn gezet.
Het effect van een sterk belichte naakte vrouw tegen een donkere achtergrond lijkt te zijn geïnspireerd op het controversiële werk Olympia van Édouard Manet, een schilder die door Roussel zeer werd bewonderd. Onmiskenbaar is ook de estheticistische invloed van zijn vriend James McNeill Whistler, die destijds in dezelfde Londense straat als Roussel woonde. In essentie gaat het de kunstenaar erom de esthetiek van de vrouwelijke schoonheid te benadrukken, niet als een klassieke Venus, maar als een alledaags en onbevangen wezen dat overal kan worden waargenomen. Tegelijkertijd straalt het werk een serene rust uit zoals die eerder met name door neoclassicisten werd nagestreefd.

Hetty Pettigrew, 1891

## Hetty Pettigrew
Het model dat voor The Reading Girl poseerde was Hetty (Harriet) Pettigrew (1867–1953). Hetty en haar zussen Rose en Lily waren aan het einde van de negentiende eeuw populaire en goedbetaalde modellen, die behalve voor Roussel onder meer werkten voor Whistler, William Holman Hunt, John Everett Millais, Val Prinsep, John William Godward en Philip Wilson Steer. Hetty was behalve Roussels model ook diens studio-assistente en maîtresse. Rond 1900 kreeg ze een dochter van hem, Iris, maar toen kort daarna zijn vrouw overleed koos hij niet voor Hetty maar hertrouwde met Ethel Melville, de weduwe van de Schotse schilder Arthur Melville.